# Operation bäver
Operation bäver (engelska: Hoppers) är en amerikansk datoranimerad science fiction-komedifilm, med planerad premiär 2026 och producerad av Pixar Animation Studios. Den är regisserad av Daniel Chong, som även skrivit manus tillsammans med Jesse Andrews. Filmen följer en ung kvinna vid namn Mabel vars sinne överförs till en robotbäver för att kunna kommunicera med djur.
Filmen är planerad att ha biopremiär i Sverige den 6 mars 2026, utgiven av Walt Disney Studios Motion Pictures.

## Rollista (i urval)

### Engelska originalröster
- Piper Curda – Mabel[5]
- Bobby Moynihan – kung George[5]
- Jon Hamm – borgmästare Jerry[5]

## Produktion
I december 2020 avslöjade Daniel Chong på Twitter att han hade återvänt till Pixar efter att hans Cartoon Network-serie Bara björnar (2015–2019) var slutförd och Bara björnar: Filmen (2020) släpptes, och att han arbetade på en ny originalfilm för studion. Vid D23 Expo i augusti 2024 meddelade Pixars kreativa chef Pete Docter att filmens engelska titel skulle var Hoppers. Kort därefter avslöjade Jesse Andrews på sitt X-konto (tidigare Twitter) att han hade arbetat med filmen i tre år. Som en del av filmens tillkännagivande vid D23 Expo avslöjades Piper Curda, Bobby Moynihan och Jon Hamm som en del av röstskådespelarna.